# At-Tadżi
At-Tadżi (arab. ‏التاجي‎, At-Tājī) – miasto w środkowym Iraku, w prowincji Salah ad-Din, w muhafazie Bagdad. Liczy około 115 tys. mieszkańców.

## Geografia
At-Tadżi leży w środkowym Iraku i położone jest w prowincji Salah ad-Din, w muhafazie Bagdad. Miasto leży 24 kilometry od stolicy kraju, Bagdadu.

## Infrastruktura
Na początku 2020 roku z obawy o bezpieczeństwo niemieccy żołnierze, którzy stacjonowali w bazie wojskowej w Bagdadzie lub at-Tadżi, zostali wycofani z Iraku. Była to reakcja na rosnące napięcie w regionie po zabiciu przez wojska USA irańskiego generała Ghasema Solejmaniego.
11 marca 2020 roku w ataku rakietowym na amerykańską bazę wojskową w at-Tadżi, położoną 20 kilometrów na północ od Bagdadu, zginęło troje żołnierzy, dwoje amerykańskich i jeden brytyjski, a co najmniej 10 zostało rannych. Wśród nich był jeden Polak. Z powodu częstych ataków na bazę wojskową prezydent Donald Trump wycofał w sierpniu tego samego roku amerykańskie oddziały z Iraku.